# Pierre Boya
Pour les articles homonymes, voir Boya.
Pierre Boya, né le 16 janvier 1984 à Douala, est un footballeur camerounais, évoluant au poste d'attaquant, en Régional 1, à la La Chapelle-de-Guinchay, en France.

## Biographie
Le 26 janvier 2009, Pierre Boya signe au Grenoble Foot pour trois ans et demi, en provenance du Rapid Bucarest. Boya est connu pour sa bonne lecture offensive du jeu.
Lors de la trêve hivernale 2018-2019 il s'engage dans le club de La Chapelle-de-Guinchay en Régional 1.